# 尼崎市立立花南小学校
尼崎市立立花南小学校（あまがさきしりつ たちばなみなみしょうがっこう）は、兵庫県尼崎市三反田町にある公立小学校。2025年（令和7年）4月15日現在の児童数は554名である。職員の人数は2025年（令和7年）4月15日現在で50名である。令和3年度50周年を迎える。

## 沿革
- 1972年（昭和47年）4月1日 - 立花小学校の敷地内にて、尼崎市立立花南小学校創立。
- 1972年（昭和47年）11月25日 - 現在地へ移転。

## 校区
- 名神町1丁目1、3、4、9～14番、大西町1～3丁目、三反田町1～3丁目、尾浜町1丁目1、7、8、13、14、29～31、35番、立花町1丁目25～28番、立花町2丁目3番4～21号、4～23番[2]

## 進路状況
ほとんどの児童は尼崎市立立花中学校と尼崎市立日新中学校へ分かれて進学するが、国私立中学校へ進学する児童もいる。

## 著名な卒業生
- 矢野勝也-お笑い芸人（矢野・兵動）：1983年卒業
- 宮西尚生 - プロ野球選手（北海道日本ハムファイターズ所属）：1998年卒業

## 校区が隣接している学校
- 尼崎市立立花小学校
- 尼崎市立立花北小学校
- 尼崎市立水堂小学校
- 尼崎市立難波の梅小学校
- 尼崎市立名和小学校